# کارگردان موزیک ویدئو

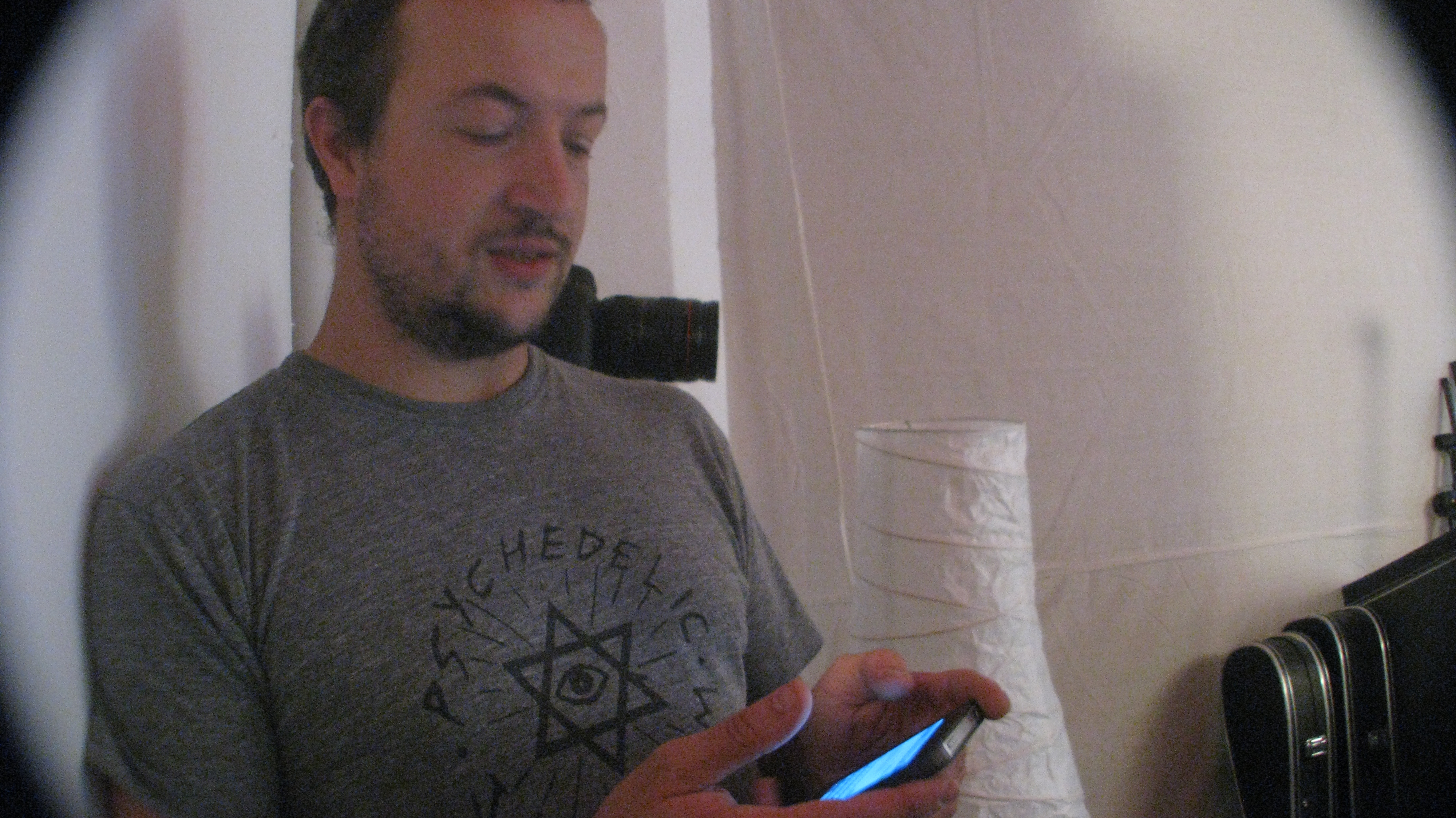
نمایی از یک کارگردان موزیک ویدئو در یک فیلم

کارگردان موزیک ویدئو (به انگلیسی: Music Video Director) شخصی است که مسئول طراحی هنری، هدایت تولید و روایت تصویری یک ویدئوی موسیقی است. او با همکاری نزدیک خواننده یا گروه موسیقی، سبک بصری و فضای داستانی ویدئو را متناسب با آهنگ انتخاب و هماهنگ می‌کند.
کارگردان موزیک ویدئو معمولاً وظایف زیر را بر عهده دارد:
- ایده‌پردازی و ساخت روایت هماهنگ با شعر و موسیقی
- انتخاب لوکیشن و طراحی صحنه
- هدایت گروه فیلمبرداری، تدوین‌گر و نورپرداز
- نظارت بر طراحی لباس و آرایش
- هدایت بازیگران یا اجراگران در مقابل دوربین
- مدیریت زمان‌بندی و بودجه کل پروژه

در صنعت موسیقی امروز، موزیک ویدئو یکی از ابزارهای اصلی بازاریابی و معرفی هنرمندان محسوب می‌شود و کارگردان ویدئو نقش کلیدی در شکل دادن به هویت بصری یک اثر دارد. کیفیت کارگردانی می‌تواند تأثیر چشم‌گیری در دیده‌شدن و محبوبیت یک قطعه موسیقی داشته باشد.